# レスコ
株式会社レスコ（RESCHO, INC.）は、広島県広島市に本社を置く、精神科の病院・クリニック・訪問看護・行政・支援機関向けに業務支援システムの開発・販売や、情報システム全般の設計・開発・導入を提供しています。「独創的なソフトウェアとサービスで新しい精神科医療のカタチをデザインする」ことを企業理念として、成育環境情報の一元管理、医療機関・支援機関の間での情報共有により、早期発見・早期介入、より適切な医療・支援の実現における役割をトップシェアベンダーとして果たしていきます。

## 開発・提供するシステム
- Alpha - 精神科病院向け診療支援システム
- Warokuホスピタルカルテ - 標準型医療情報クラウド
- Warokuクリニックカルテ - 精神科クリニック向けクラウド型システム
- Waroku訪問看護 ver.2 - 地域とつながるクラウド型訪問看護システム
- Warokuパブリックヘルス - 成育環境情報の一元管理システム

## 沿革
- 1993年8月 - 有限会社ベータソフトウェアデザインズ設立
- 1998年4月 - 物流･顧客管理システムパッケージの開発に着手
- 2000年7月 - 精神科病院向け電子カルテパッケージの開発に着手
- 2002年11月 - 資本金を1,000万円に増資し、株式会社ベータソフトへ社名及び組織変更
- 2003年9月 - 資本金を2,000万円に増資
- 2003年12月 - 精神科向け診療支援システム「Alpha」完成
- 2004年6月 - 資本金を4,000万円に増資
- 2004年7月 - 資本金を5,000万円に増資
- 2007年12月 - 福岡県福岡市博多区に本社移転
- 2015年8月 - 訪問看護支援システム「Waroku訪問看護」リリース
- 2015年11月 - 株式会社ジャフコへ第三者割当増資を実施
- 2016年8月 - 常務取締役 藤川 佳應が代表取締役に就任
- 2017年4月 - 株式会社レスコに社名変更
- 2017年5月 - 精神科クリニック向け診療支援システム「Warokuクリニックカルテ」リリース
- 2017年7月 - 広島本社を広島市中区に設立し、本店を広島本社に移転（営業、製品開発、財務経理など本社機能は従来通り福岡本社）
- 2017年11月 - プライバシーマーク取得
- 2018年10月 - 株式会社Constellation Software Japanへ発行済株式数の100％を譲渡し、子会社となる。ならびにConstellation Software, Inc. グループ傘下となる
- 2019年1月 - 福岡本社の名称を福岡テクニカルセンター(福岡TC)に変更
- 2019年10月 - 広島県広島市中区八丁堀に広島支社を開設
- 2020年12月 - 「Warokuクリニックカルテ」が総務省後援 ASPIC IoT・AI・クラウドアワード2020「ベスト社会貢献賞」を受賞
- 2021年4月 - 相談業務支援システム「Warokuパブリックヘルス」リリース
- 2021年5月 - 島根県松江市雑賀町に松江テクニカルセンターを開設
- 2022年2月 - 精神科病院向けクラウド型電子カルテ「Warokuホスピタルカルテ」を発表
- 2022年5月 - 地域とつながるクラウド型訪問看護システム「Waroku訪問看護 ver.2」を発表
- 2023年12月 - TISインテックグループのTIS株式会社の連結子会社となる
- 2025年1月 - 「Warokuホスピタルカルテ」ver.1.5をリリース
- 2025年4月 - 本店を広島県広島市中区八丁堀に移転